# Mụn

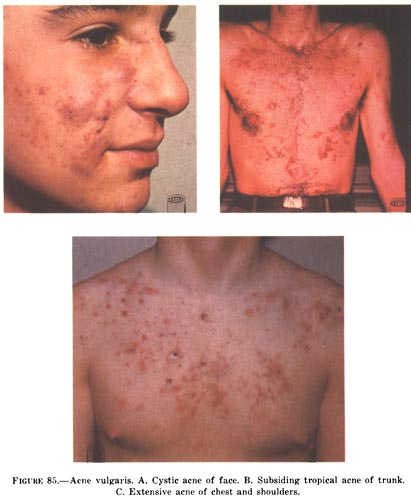
Các loại mụn: A: Mụn bọc trên mặt, B: Mụn trên ngực, C: Mụn trầm trọng trên vai và ngực

Mụn là một từ trong tiếng Việt dùng để chỉ một khối u nhỏ bất thường trên một bề mặt. Thông thường chúng được dùng chủ yếu trong y khoa để chỉ một chứng bệnh da liễu do thay đổi trong tuyến mồ hôi và chân lông. Mụn có thể do viêm chân lông, nhưng cũng có thể do những lý do khác.
Về mặt bệnh lý, các mụn da liễu ở người thường là những tổn thương trên da, biểu hiện bằng một vùng điểm nhỏ, có thể làm đau, đỏ hay sưng. Tùy theo bệnh lý, có thể có các loại mụn khác nhau như:
- Mụn trứng cá
- Mụn mủ
- Mụn nước
- Mụn cóc
- Mụn viêm